# Klaus Werner Epstein
Klaus Werner Epstein (* 6. April 1927 in Hamburg; † 26. Juni 1967 in Bonn) war ein deutsch-amerikanischer Historiker.

## Leben
Klaus Epstein, Sohn des Osteuropahistorikers Fritz T. Epstein und Enkel des Mathematikers Paul Epstein, war als Kind aus Deutschland vertrieben worden, besuchte ab 1934 in den Niederlanden die Quäkerschule Eerde und kam zehnjährig in die USA. Er wurde 1953 in Harvard über das englische Oberhaus promoviert, stieg dort bis 1960 zum Assistenzprofessor auf und war seitdem außerordentlicher Professor, seit 1963 ordentlicher Professor an der Brown University in Providence. Als Gastprofessor lehrte und forschte er auch in Hamburg, Köln und Bonn.
Neben seiner Biographie über den Zentrumspolitiker Matthias Erzberger und einer bedeutenden Studie zum deutschen Konservatismus hat sich Epstein vor allem durch seine Rezensionen und umfangreichen Besprechungs-Aufsätze einen Namen gemacht:

„In vielen Fällen aus der gründlich-einfühlsamen Behandlung wichtiger Neuerscheinungen entstanden, zeichnen sich diese großen Aufsätze durch weitausgreifende Darstellung der Probleme und ebenso umsichtiges wie klares Urteil aus. […] Im Mittelpunkt seines Wirkens stand das Bemühen, die neuen Ansätze der deutschen Geschichtsschreibung, die vor allem auf dem Gebiet der Zeitgeschichtsforschung hervortraten, in einer Reihe von großen, sachlich wie methodisch gleichermaßen bedeutsamen Aufsätzen und Rezensionen der amerikanischen und internationalen Diskussion zugänglich zu machen.“

Epstein griff in die Fischer-Kontroverse ein und verteidigte – trotz eigener anders nuancierter Auffassung – die „freie Äußerung umstrittener Thesen“ durch Fritz Fischer. Er gebrauchte für die deutsche Kriegsziel-Politik den Begriff „Größenwahn“.
1948 heiratete er Elizabeth Chamberlin, die Tochter des US-amerikanischen Russland-Korrespondenten William Henry Chamberlin (1897–1969), mit der er drei Kinder hatte. Er verstarb vierzigjährig an den Folgen eines Verkehrsunfalls in Bonn, wo er sich zu Archivstudien für die Fortsetzung seiner Konservatismus-Arbeit aufhielt.

## Schriften
- The British Constitutional Crisis, 1909–1911. New York 1987 (zugleich: Dissertation, Harvard, 1953).
- Matthias Erzberger und das Dilemma der deutschen Demokratie. Ullstein, Frankfurt am Main u. a. 1976, ISBN 3-548-03227-3 (Inhaltsverzeichnis, PDF, 1 kB); deutsch zuerst als:
  - Matthias Erzberger und das Dilemma der deutschen Demokratie. Leber, Berlin u. a. 1962; englische Ausgabe:
  - Matthias Erzberger and the dilemma of German democracy. Fertig, New York 1971; englisch zuerst als:
  - Matthias Erzberger and the dilemma of German democracy. Princeton University Press, Princeton 1959.
- Germany after Adenauer. Foreign Policy Ass., New York 1964.
- Die Ursprünge des Konservatismus in Deutschland. Der Ausgangspunkt: Die Herausforderung durch die Französische Revolution 1770–1806. Propyläen-Verlag, Berlin 1973, ISBN 3-550-07288-0; zuerst englisch als:
  - The Genesis of German Conservatism. Princeton University Press, Princeton, NJ 1966.
- Geschichte und Geschichtswissenschaft im 20. Jahrhundert. Ein Leitfaden. Herausgegeben von Eberhard Pikart, Detlef Junker und Gerhard Hufnagel mit einem Vorwort von Karl Dietrich Bracher, Propyläen-Verlag, Frankfurt am Main u. a. 1972, ISBN 3-549-07272-4; Sammlung von zwanzig Besprechungs-Aufsätzen Epsteins, auch unter dem Titel Vom Kaiserreich zum Dritten Reich, ISBN 3-548-02949-3.